# Arsenur d'alumini i indi
L'arsenur d'alumini i indi, o AlInAs (Alx In1−x As), és un material semiconductor amb gairebé la mateixa constant de gelosia que GaInAs, però amb un interval de banda més gran. La x de la fórmula anterior és un nombre entre 0 i 1; això indica un aliatge arbitrari entre InAs i AlAs.
La fórmula AlInAs s'ha de considerar una forma abreujada de l'anterior, en lloc d'una relació particular.
L'arseniur d'alumini d'indi s'utilitza, per exemple, com a capa tampó en transistors HEMT metamòrfics, on serveix per ajustar les diferències constants de gelosia entre el substrat GaAs i el canal GaInAs. També es pot fer servir per formar capes alternes amb arsenur d'indi gal·li, que actuen com a pous quàntics. Aquestes estructures s'empren per exemple en làsers de cascada quàntica de banda ampla.
La toxicologia d'AlInAs no s'ha investigat completament. La pols és irritant per a la pell, els ulls i els pulmons. Recentment, s'han informat en una revisió dels aspectes mediambientals, sanitaris i de seguretat de les fonts d'arseniur d'alumini i indi (com el trimetilindi i l'arsina) i els estudis de control d'higiene industrial de fonts MOVPE estàndard.